# Angelina (cantora)
Angelina Camarillo, conhecida apenas por Angelina (Union City, Califórnia, 10 de fevereiro de 1976) é uma cantora de freestyle, além de ser compositora. Angelina é melhor lembrada pela sua canção "Release Me", que alcançou a posição #52 na Billboard Hot 100

## Discografia

### Álbuns de estúdio
| 1996 | The Album - Lançado: 29 de outubro de 1996 - Gravadora: Upstairs Records                | 45 |
| 1999 | Ven a Mi (Come to Me) - Lançado: 13 de julho de 1999 - Gravadora: Upstairs Records      | —  |
| 2002 | Love Ain't Here No More - Lançado: 11 de novembro de 2002 - Gravadora: Upstairs Records | —  |